# إدواردا براوم
إدواردا براوم (ولدت في 25 أبريل 2001) هي عارضة أزياء برازيلية وحاملة لقب مسابقة ملكة جمال العالم 2025. بعد أن توجت سابقًا بلقب ملكة جمال البرازيل البرازيل 2025، أصبحت أول برازيلية تفوز بلقب ملكة جمال سوبرناشونال.

## روابط خارجية
- إدواردا براوم على إنستغرام